# Спесивцево (Урицкий район)
Спесивцево — деревня в Урицком районе Орловской области, России.
Входит в состав Городищенского сельского поселения.

## География
Расположена северо-восточнее деревень Криволожка и Новая Слобода по обеим сторонам реки Людская.
Через Спесивцево проходят просёлочные дороги, имеется одна улица — Казинская.

## Население
| 2010 |
| ---- |
| 19   |